# Abolboda scabrida
Abolboda scabrida là một loài thực vật hạt kín trong họ Hoàng đầu. Loài này được Kral mô tả khoa học đầu tiên năm 1989.